# Nasium
Nasium, ville de Gaule, première capitale de la civitas des Leuques, dans l'Est de la France, est aujourd'hui Naix-aux-Forges dans la Meuse à proximité de Ligny-en-Barrois et de Bar-le-Duc.
La ville romaine de Nasium s'est développée à la fin du Ier siècle av. J.-C. en contrebas de l'oppidum de Boviolles, au niveau de la confluence de l'Ornain et de la Barboure. Durant son extension maximale, l'agglomération se dota d'un apparat monumental important et atteignit une superficie de 120 ha, ce qui en fait, avec Metz, la ville antique majeure de l'actuelle Lorraine. Au IIe siècle, le géographe Ptolémée qualifiait Nasium de « ville des Leuques ».
Ainsi s'exprimait Ranxin dans son Voyage historique et pittoresque sur les ruines de Nasium :
« ICI FUT NASIUM. Je désire qu'une colonne militaire avec cette seule et simple inscription, érigée sur le grand chemin qui traverse la voie romaine au milieu de ces ruines, en perpétue le souvenir. »

## Géographie

### Situation: topographie et géologie
Nasium est établie dans un fond de vallée à la confluence de deux rivières : l'Ornain et la Barboure. L'altitude varie de 245 m au centre à 285 m pour la périphérie avec le plateau de Mazeroie. Les pentes des coteaux sont relativement abruptes, à l'exception de la partie reliant le centre de la cité antique au plateau de Mazeroie.
La vallée de l'Ornain traverse des couches du Jurassique, étage du Kimmeridgien-Portlandien. Le sommet des coteaux est de l'étage Bonanien inférieur (Portlandien inférieur). Une coupe géologique faite près de Ligny-en-Barrois, nous donne, pour la terrasse de l'Ornain, les niveaux suivants de bas en haut :
- une couche de 2 à 3 mètres de cailloutis calcaires du Jurassique supérieur, mélangés à quelques exogyres remaniées ; les galets sont aplatis ; la matrice est argilo-sableuse de teinte blanchâtre[4].
- une couche de 30 à 45 cm de couleur gris-sombre à noir, comportant des débris végétaux semblables à de la tourbe[4]
- une couche de 45 cm d'un horizon granoclassé grisâtre sableux à limoneux[5].
- une couche de 50 cm d'un horizon assez compact grêleux à granuleux, comportant de l'argile jaunâtre[5].
- une couche de 10 cm d'un horizon humifère peu cohérent[5]
- une couche d'horizon blanc-grisâtre à petits cailloux de 45-50 cm[5]
- la dernière couche de 15 cm formant le sol actuel[5].

Sur les coteaux, deux types de pierre se rencontrent : dans l'étage du Bonanien nous trouvons du calcaire très dur (l'oolithe de Bure) et dans le Portlandien supérieur, un calcaire oolithique et coquillier pratiquement pur (99 % de CO3Ca) dit pierre de Savonnières. C'est cette pierre qui a servi à toutes les sculptures trouvées sur le site de Nasium.

### Site antique
Le site de Nasium est localisé sur le territoire des communes de Naix-aux-Forges et de Saint-Amand-sur-Ornain. Si l'on tient compte des vestiges d'époque romaine repérés au sol, la ville antique commençait à la sortie du village actuel de Naix-aux-Forges, s'étendait sur les deux rives de l'Ornain, au sud du plateau de Boviolles et dans la direction de Saint-Amand-sur-Ornain. Elle occupait ainsi un rectangle de 900 m de côté dans la direction est-ouest et de 800 m dans la direction nord-sud, soit une superficie de 65 ha.
Depuis l'époque romaine, d'importantes modifications ont perturbé la physionomie du site : c'est tout d'abord au VIIIe siècle le creusement au travers du site du canal du moulin, plus tard en 1705, la construction de la route de Gondrecourt à Ligny-en-Barrois, ensuite, en 1847, la réalisation du canal de la Marne au Rhin, puis, en 1874, le tracé de la voie ferrée de Nançois-le-Petit à Gondrecourt qui nécessita le déplacement d'un méandre de l'Ornain, enfin, en 1984, la rectification du virage, dit de Cocusse sur la route départementale 966.
Par ailleurs, le cours de l'Ornain a pu se déplacer, comme le confirment aujourd'hui d'anciens méandres fossiles qui réapparaissent lors des inondations hivernales. Nous ne connaissons pas le tracé de l'Ornain à l'époque romaine.

## Toponymie
Dans les environs immédiats du site de Nasium, aucun nom n'a une origine antique que l'on puisse mettre en relation avec des vestiges antiques. Mis à part le  « Mont de Chaté » où est localisé l’oppidum, les autres éléments du cadastre sont d'origine plus récentes, ainsi : le « Moulin du Temple », le « Gros Therme ». Ces deux vocables apparaissent par exemple au XIXe siècle, au moment où C.-F. Denys fouille le site
Au cours des siècles, le nom de la ville a évolué : nous trouvons au IIe siècle, dans la Géographie de Ptolémée, la forme Nasion, puis NASIE, dans la Table de Peutinger, et NASIUM dans l'Itinéraire d'Antonin, la Chronique de Frédégaire (VIIe siècle) ainsi que dans divers actes de donation, entre le IXe et le XVIe siècle. Nous trouvons également la leçon NAIO sur une monnaie mérovingienne, NAIS dans une confirmation de donation de l'abbaye d'Apremont en 1060, puis en 1103 dans le cartulaire de Gorze. Nous avons également la forme NARCEYUM dans un registre de Toul en 1402, puis NAYS dans la carte des États de Lorraine en 1700, puis NAS dans la carte du Toulois en 1707. La forme NAIX est seulement apparue au milieu du XVIIIe siècle.

## L'état des connaissances

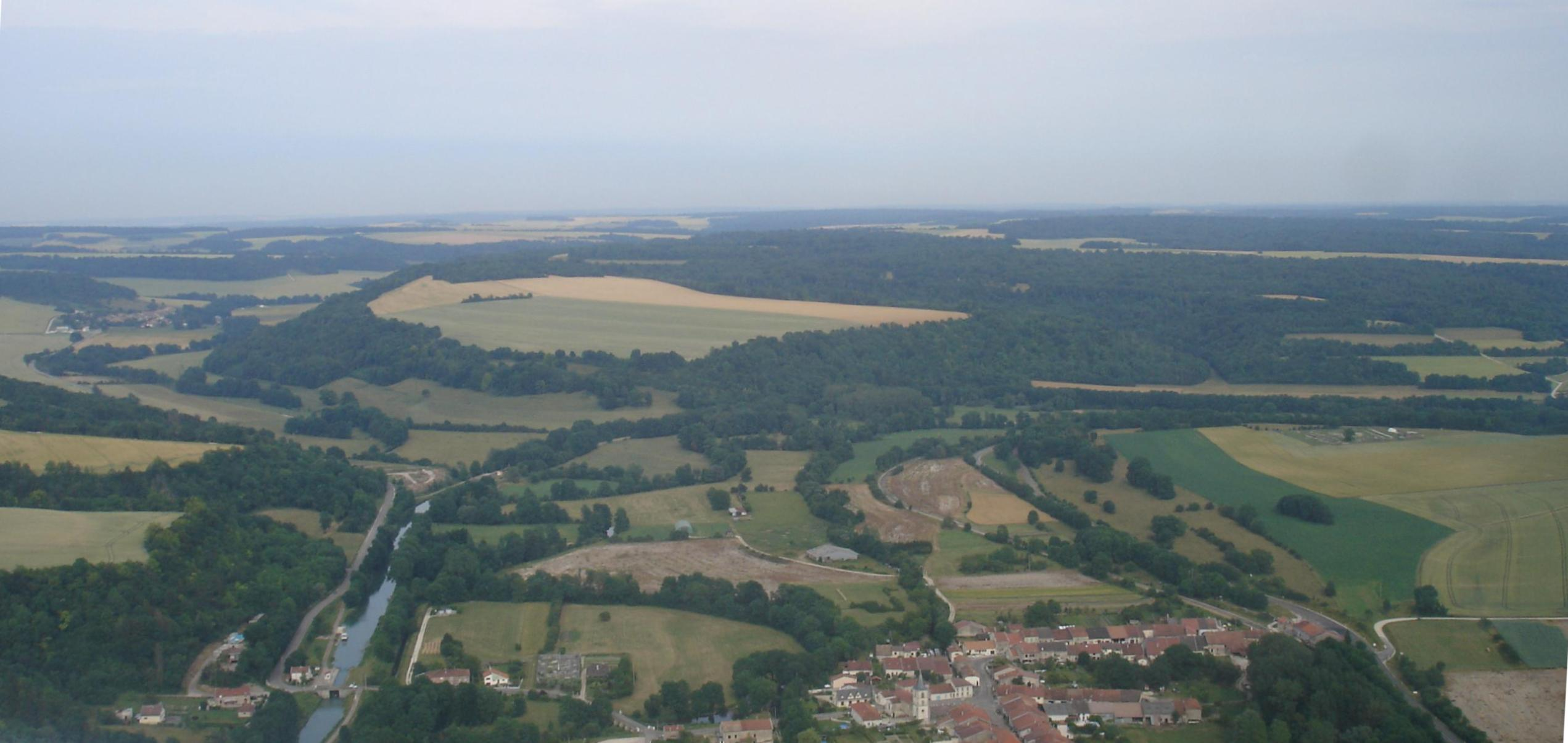
Vue générale de Nasium. Au premier plan le site gallo-romain, au second l'oppidum celtique.

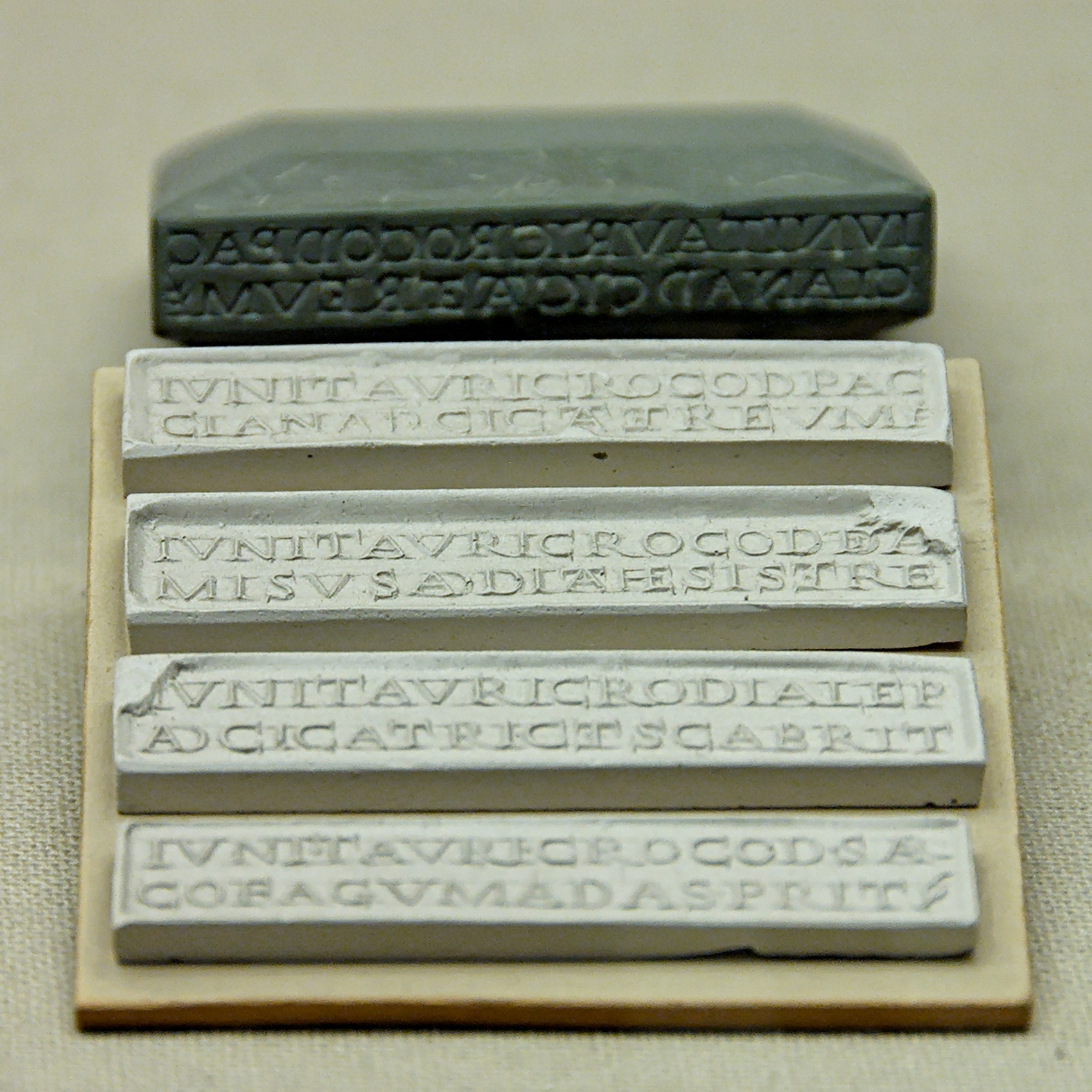
Cachet à collyre d'un médecin de l'époque romaine, objet trouvé à Nasium.

C'est à l'époque augustéenne que se développe à Nasium une monumentalisation de l'agglomération qui va de pair avec la mise en place d'un réseau de rues orthonormé. Une inscription en langue gauloise et en alphabet latin récemment retrouvée laisse penser que le gué sur l'Ornain jouait un rôle important pour la ville. Deux inscriptions découvertes à Naix suggèrent que la cité des Leuques a pu recevoir le droit latin à l'époque de Tibère. Il s'agit d'une part d'une dédicace honorifique à ce dernier et d'autre part d'une épitaphe d'époque flavienne où l'onomastique du défunt peut indiquer une citoyenneté acquise dans le cadre du droit latin.
L’agglomération antique de Nasium semble avoir bénéficié d’une prédisposition économique et sans doute également politique des plus favorables, donnée par la présence du site de hauteur de Boviolles. 
L'oppidum leuque dispose, en effet, avant la Conquête, de fonctions développées, attestées par l’existence d’un atelier monétaire, et il atteindra une superficie de 80 ha. Les prospections géophysiques de 2007 ont permis de mettre en évidence un carroyage urbain important sur l'oppidum celtique de Boviolles. D’après la diversité du numéraire retrouvé, le réseau commercial paraît déjà bien structuré.
Le glissement de l’occupation du site de hauteur vers la plaine alluviale est traditionnellement daté de l’époque augustéenne. Cette hypothèse est fondée sur la date de construction du premier fanum à Mazeroie entre 20 et 5 av. J.-C et sur les découvertes isolées de monnaies dans la vallée. La morphologie du plan de l’agglomération semble induire une planification de l’espace, laissant supposer, à première vue, une création ex nihilo. Or l’exhumation périodique de mobilier protohistorique et l’existence d’enclos ou de tumuli repérés par prospection aérienne à l’emplacement du forum semblent montrer que les environs de l’oppidum ont été occupés avant la Conquête. Mais ces aménagements n’ont pas été importants au point d’avoir entravé l’implantation régulière de la trame urbaine, organisée d’après les grandes voies de communication (Reims-Toul-Metz et Naix-Langres).
D’après l’étude du mobilier du temple de Mazeroie, réalisée par J. Baudoux, l’agglomération semble constituer dès l’époque augustéenne, un pôle d’attraction pour le négoce et la romanisation du secteur. Les données récentes issues d’une opération de sauvetage dans le village, rue Basse, et d’observations stratigraphiques sur les berges de l’Ornain, confirment l’extension déjà importante de l’agglomération. La présence de sigillée italo-gauloise en est un bon indicateur. En effet, des tessons ont été retrouvés en contexte stratigraphique sur le plateau (mobilier du temple de Mazeroie) mais aussi dans la plaine alluviale (rue Basse et berges de l’Ornain). Mais ces données sont encore trop peu nombreuses pour pleinement évaluer le phénomène urbain.
Il semble que ce ne soit que durant la période tibéro-claudienne que l’on assiste au développement architectural de l’agglomération. Alors qu’à Mazeroie, le fanum en matériaux légers est détruit, on assiste, dans la plaine, à une série de constructions en pierre. Dans le secteur oriental, au pied de l’oppidum, un édifice circulaire dont la fonction est mal définie, est édifié (terminus post quem 37 ap. J.-C. ; DENIS, 1845, f. 123.12 ; f. 124), tandis que dans le secteur occidental, à l’emplacement du village, rue Basse, on retrouve des niveaux domestiques établis après nivellement. Les prospections de surface effectuées sur le site, par le ramassage ponctuel de mobilier de la première moitié du Ier siècle (Drag. 24/25 de La Graufesenque notamment) donnent l’image d’un développement général de l’occupation.

## Vestiges
La plupart des éléments extraits des fouilles sont exposés au Musée barrois de Bar-le-Duc.  Le site a fait l’objet d’un classement au titre des monuments historiques par la liste de 1862.